# جایکوسوکوس
جایکوسوکوس(نام علمی: Jaikosuchus) نام یک سرده از تیره سرخ‌سوسماران است.